# 36-graphe de Zamfirescu
En théorie des graphes, le 36-graphe de Zamfirescu est un graphe 3-régulier possédant 36 sommets et 54 arêtes. Ses créateurs sont deux mathématiciens roumains : Carol Zamfirescu et Tudor Zamfirescu.

## Propriétés

### Propriétés générales
Le diamètre du 36-graphe de Zamfirescu, l'excentricité maximale de ses sommets, est 7, son rayon, l'excentricité minimale de ses sommets, est 6 et sa maille, la longueur de son plus court cycle, est 5. Il s'agit d'un graphe 3-sommet-connexe et d'un graphe 3-arête-connexe, c'est-à-dire qu'il est connexe et que pour le rendre déconnecté il faut le priver au minimum de 3 sommets ou de 3 arêtes.

### Coloration
Le nombre chromatique du 36-graphe de Zamfirescu est 3. C'est-à-dire qu'il est possible de le colorer avec 3 couleurs de telle façon que deux sommets reliés par une arête soient toujours de couleurs différentes. Ce nombre est minimal.
L'indice chromatique du 36-graphe de Zamfirescu est 4. Il existe donc une 4-coloration des arêtes du graphe telle que deux arêtes incidentes à un même sommet soient toujours de couleurs différentes. Ce nombre est minimal.

### Propriétés algébriques
Le polynôme caractéristique   de la matrice d'adjacence du 36-graphe de Zamfirescu est : {\displaystyle (x-3)(x-1)^{8}x(x+1)^{3}(x+2)^{4}(x^{2}-3)^{2}(x^{2}+2x-1)^{3}(x^{3}-2x^{2}-5x+8)^{3}}.